# Eunicella alba
Eunicella alba is een zachte koraalsoort uit de familie Gorgoniidae. De koraalsoort komt uit het geslacht Eunicella. Eunicella alba werd in 1766 voor het eerst wetenschappelijk beschreven door Esper. 